# Rushville (Illinois)
Rushville je grad u američkoj saveznoj državi Ilinois. Prema popisu stanovništva iz 2010. u njemu je živjelo 3.192 stanovnika.